# The Phantom from 10,000 Leagues
The Phantom from 10,000 Leagues este un film SF american din 1955 regizat de Dan Milner pentru American Releasing Corporation. În rolurile principale joacă actorii Kent Taylor, Cathy Downs, Michael Whalen.